# Фрідріх Іссерман
Фрідріх Іссерман (нім. Friedrich Ißermann; 15 квітня 1916, Веймар — 28 жовтня 1981, Веймар) — німецький офіцер, гауптман (капітан) вермахту. Кавалер Лицарського хреста Залізного хреста.

## Нагороди[1]
- Залізний хрест 2-го класу (9 жовтня 1939) — як лейтенант 10-ї роти 102-го піхотного полку.
- Медаль «У пам'ять 1 жовтня 1938» (16 квітня 1940)
- Нагрудний знак «За поранення» в чорному (1 листопада 1940) — за поранення, отримане 2 червня 1940 року.
- Залізний хрест 1-го класу (31 жовтня 1941) — як обер-лейтенант 5-ї роти 102-го піхотного полку.
- Лицар ордена Корони Румунії (7 липня 1942)
- Медаль «За зимову кампанію на Сході 1941/42» (6 серпня 1942)
- Кримський щит (24 грудня 1942) — як обер-лейтенант 4-ї кулеметної роти 102-го піхотного полку.
- Медаль «Хрестовий похід проти комунізму» (Румунія) (10 березня 1943)
- Лицарський хрест Залізного хреста (8 лютого 1944) — як гауптман і командир 1-го батальйону 102-го гренадерського полку.